# Síndrome de Abruzzo-Erickson
A Síndrome de Abruzzo-Erickson é uma doença genética extremamente rara inicialmente descrita por Abruzzo e Erickson em 1977.
Caracteriza-se pela presença de fenda palatina, coloboma, hipospádia, surdez, baixa estatura e sinostose radial.
O diagnóstico diferencial deve ser feito com a síndrome CHARGE (coloboma, cardiopatia, atresia coanal, retardo de crescimento e mental, hipogonadismo e malformação auricular com deficiência auditiva).